# Undiscovered Soul
Undiscovered Soul är ett album av rockmusikern Richie Sambora (känd som gitarrist i Bon Jovi) från 1998.

## Låtlista
1. "Made in America" (Sambora/Supa) - 5:34
2. "Hard Times Come Easy" (Sambora/Supa) - 4:34
3. "Fallen from Graceland" (Sambora/Supa/Bryan) - 5:39
4. "If God Was a Woman" (Sambora/Bryan/Supa) - 4:02
5. "All That Really Matters" (Sambora/Supa) - 4:19
6. "You're Not Alone" (Sambora/Marolda) - 4:19
7. "In It for Love" (Sambora/Supa) - 4:19
8. "Chained" (Sambora/Marolda/White) - 3:27
9. "Harlem Rain" (Sambora/Supa) - 5:01
10. "Who I Am" (Sambora/Fredrikssen) - 7:08
11. "Downside of Love" (Sambora/Bryan/Supa) - 5:26
12. "Undiscovered Soul" (Sambora/Supa) - 7:14